# ヒャダインのじょーじょーゆーじょー
「ヒャダインのじょーじょーゆーじょー」は、ヒャダインの2枚目のシングル。2011年8月3日にLantisから発売された。

## 概要
前作「ヒャダインのカカカタ☆カタオモイ-C」から約4ヶ月ぶりのリリースであり、2011年2作目のシングル。
表題曲は、テレビアニメ『日常』のオープニングテーマとして使用されており、前作から2作連続で同アニメの主題歌として起用された。
また、PVが製作されており前作同様ニコニコ動画内の自身の公式アカウント上で2011年7月20日にアップロードされた。PVの自身の中でのテーマは「他力本願」との事。ヒャダイン以外にも多数の俳優が出演している。PVでの「ヒャダル子」役は前作では麻生夏子が起用されたが、今作では元ももいろクローバー（現ももいろクローバーZ）の早見あかりが起用された。また、友情出演として声優の下野紘、ももいろクローバーZのマネージャーである川上アキラなどが、ダンサーとして公式コンテスト『ヒャダインのカカカタでやってみた』の踊ってみた部門にて優勝したふわりっち☆ゆめっちが出演している。PVの内容はサーカスをモチーフにした内容になっている。また、PVに出演した下野は「面白いPVに仕上がっていると思う」と語っている。
カップリング曲の「ヒャダル子のゆーじょーじょーじょー」は、前作のカップリングに収録された「ヒャダル子のカカカタ☆カタオモイ-F」と同様にヒャダインパートとヒャダル子パートを入れ替えて公式コンテスト『ヒャダインのカカカタでやってみた』のアレンジ部門にて優勝したけいえむ（K.M）がアレンジしたものであり、クラシックアレンジになっている。「リア充ってこんなもんだっけ feat.ディスクン星人」は、前作「ヒャダインのカカカタ☆カタオモイ-C」のアンサーソングである。またPVが製作されており、2011年7月26日に表題曲同様、自身の公式アカウントでアップロードされた。
前作「ヒャダインのカカカタ☆カタオモイ-C」と本作のPVが2011年8月7日に発売された『日常のリミックスCD』に収録された。また、本作を引っ提げた特典CDを渡す発売記念イベントが東京、名古屋、大阪の全8店舗で開催された。
ベストアルバム『20112012』には、ももいろクローバーZをゲストボーカルに迎えた「ヒャダインとももクロのじょーじょーゆーじょー」を収録。

### 主な記録
2011年8月15日付のオリコン週間シングルチャートで18位を獲得。初動売上は0.6万枚を記録し前作から約0.4万枚減少した。デイリーチャートでは、同年8月3日付のチャートで13位を獲得した。
2011年8月15日付のBillboard JAPAN HOT 100で41位、Billboard JAPAN Hot Singles Salesで17位、Billboard Hot Animationで5位を獲得した。Billboard Hot AnimationへのTOP5入りは前作から2作連続。
2011年8月1日から2011年8月7日調査分のサウンドスキャンでは19位、2011年8月13日放送分のCOUNT DOWN TVでは32位を獲得した。タワーレコード新宿店では、水樹奈々の新曲「純潔パラドックス」を抑えて1位を獲得している。
ドワンゴが運営している2011年度の年間ランキングでは、「アニメロミックス 着うた」で78位、「アニメロ★うた 着うた」で46位、「超!アニメロ 着うたフル」で42位を獲得した。
iTunes Storeによる「iTunes Rewind 2011」ではアニメ部門のベストブレークスルーアルバムに認定された。

## 批評
WEBアニメスタイルの和田穣は、表題曲はテンポのアップとダウンの曲調の激しい入れ替わりが楽曲を引き立たせている。カップリング曲の「リア充ってこんなもんだっけ feat.ディスクン星人」は、トーキング・モジュレーターを使用したシンセサイザーの音を口腔内で変化させている技術がボーカルを思わせると批評した。CDジャーナルは、「激情型のアップテンポで、おもちゃ箱をひっくり返したような雰囲気を感じさせる曲。」と批評した。

## 収録曲
（全作詞・作曲：前山田健一）
1. ヒャダインのじょーじょーゆーじょー [4:10]
編曲：前山田健一
  - テレビアニメ『日常』オープニングテーマ

楽曲テーマは「友情」であり、このテーマからPVのキャスティングは前山田健一名義で楽曲提供を行ってきた「ももいろクローバー」繋がりで元メンバーの早見が起用されたという[7]。楽曲イメージは「ばったばたでドンガラガッシャンな曲」という製作側からの注文があったので、発注を意識した結果「ドタバタで、楽しいというおもちゃ箱のような雰囲気が醸し出されている曲になった。」と語っている[14]。
2. ヒャダル子のゆーじょーじょーじょー [4:10]
編曲：けいえむ（K.M）
3. リア充ってこんなもんだっけ feat.ディスクン星人 [4:13]
編曲：前山田健一
前作「ヒャダインのカカカタ☆カタオモイ-C」の後日談を描いており、ラストのフレーズが「ヒャダインのカカカタ☆カタオモイ-C」のサビ部分と同じ曲調になっており、詞の「片想い」の部分が「両想い」になっている。また、コンセプトは「両想いだからって、幸せなわけじゃない」である[15]。曲の内容は、生まれて初めて恋人が出来たが、自分の思い描いてた両想いとは違っていると友達に相談している場面が描かれている[16]。
「ヒャダインのカカカタ☆カタオモイ-C」を引っ提げたコンテストの歌ってみた部門優勝者のディスクン星人とのコラボ楽曲である[15]。
4. ヒャダインのじょーじょーゆーじょー（without ヒャダイン）
編曲：前山田健一
5. ヒャダインのじょーじょーゆーじょー（without ヒャダル子）
編曲：前山田健一
6. ヒャダインのじょーじょーゆーじょー（off vocal）
7. リア充ってこんなもんだっけ（off vocal）

## カバー
- ハロー、ハッピーワールド!［弦巻こころ（伊藤美来）］ - ヒャダインとのアーティストタイアップの一環として、2022年6月30日にゲーム『バンドリ! ガールズバンドパーティ!』に追加収録[17]。同年12月14日発売の『バンドリ！ ガールズバンドパーティ！ カバーコレクション Vol.7』でCD初収録。
- Happy Around! - 2023年7月12日発売の『D4DJ Groovy Mix カバートラックス vol.8』に収録。同年8月19日にゲーム『D4DJ Groovy Mix』に追加収録[18]。